# Swords (Dublín)
Swords (en gaèlic irlandès Sord Cholmcille) és una vila d'Irlanda, al subcomtat de Fingal, a la província de Leinster. Es troba a 13 kilòmetres del centre de Dublín i la seva àrea comprèn una townland, una parròquia civil i una àrea electoral.

## Història
Els orígens de la ciutat daten del 560 quan fou fundada per Sant Colmcille (521-567). La llegenda diu que el sant va beneir el lloc, donant a la vila el seu nom, Sord, que vol dir "clar" o "pur". Tanmateix, An Sord també vol dir "el doll d'aigua" i podria referir-se a una gran extensió d'aigua comunal que existia antigament. La fundació de St. Colmcille és localitzada a Well Road fora del principal carrer de Sword. Sord pot referir-se també a "gespa", una 'extensió d'herba'.
En 1994 Swords esdevingué county town del nou comtat de Fingal després de la divisió de l'antic comtat de Dublín; en 2001 també esdevingué el centre administratiu de Fingal i residència del consistori.

## Agermanaments
- Ozoir-la-Ferrière

## Personatges il·lustres
- Ronan Keating, cantant.
- Richard Montgomery, revolucionari estatunidenc.